# Jasmine Sharif
Jasmine Sharif (geboren im 20. Jahrhundert) ist eine pakistanische Schwimmerin. Sie repräsentierte Pakistan bei den Special Olympics World Winter Games 2007 und gewann dort zweimal Gold, bei den Special Olympics World Summer Games 2019 in Abu Dhabi einmal Bronze.

## Leben
Jasmine Sharif wurde mit dem Sotos-Syndrom geboren. Sie lebt in Karatschi, Pakistan und arbeitet in der Geschäftsstelle von Special Olympics Pakistan.

## Sportliche Erfolge
Bei den Special Olympics World Summer Games 2007 gewann sie zwei Goldmedaillen, bei den Special olympics World Summer Games 2019 in Abu Dhabi eine Bronzemedaille.

## Repräsentative Aufgaben
Bei den Special Olympics World Summer Games 2007 wurde Sharif Mitglied des Global Athlete Input Council.
Sie ist Mitglied des Vorstandes von Special Olympics Pakistan, Vizepräsidentin des Special Olympics Asia Pacific Athlete Input Council und Special Olympics Health Manager. Sie coacht andere Athlete Leaders, indem sie ihnen bei der Verbesserung ihrer Führungsqualitäten hilft.